# Schneider Antal
Schneider Antal (Csákova, 1817. április 4. – Budapest, 1897. szeptember 1.) orvos, katonaorvos, honvédtiszt.

## Élete

### Ifjúkora
1840-ben a bécsi egyetemen szerzett orvosi oklevelet. Pályáját Csákován kezdte, majd Moravicában Temes vármegye főorvosaként folytatta.

### A szabadságharc alatt
1848 tavaszán jelentkezett a nemzetőrségbe, ahonnan Damjanich seregéhez rendelték. Nemcsak orvosi, hanem katonai képességeivel is kitűnt, ezért rövidesen honvéd századossá léptették elő. 1849 elejétől Bem seregében főtörzsorvosi beosztást kapott. Részt vett a szabadságharc erdélyi hadjárataiban. A piski csata után ő kezelte Bem kézsérülését, és ettől kezdve baráti kapcsolatban volt a lengyel származású tábornokkal.

### Emigrációban
A szabadságharc leverése után Bemmel együtt Törökországba emigrált. Hosszú ideig saját pénzéből fedezte a tábornok kíséretének kiadásait. Felvette az iszlám vallást, Husszein bég néven belépett a török hadseregbe, és ezredorvosi beosztásban Damaszkuszban és Aleppóban szolgált. Kálazdy Mór és Hammerschmidt Károly volt honvéd törzsorvosokkal együtt ő kezelte Bemet, aki nagyon rosszul bírta az ottani klímát. Mindhárman ott voltak a tábornok halálos ágyánál.

### A krími háborúban és az olasz szabadságharcban
Bem halála után török szolgálatban maradt, és részt vett a krími háborúban, majd kilépett a hadseregből, és Konstantinápolyban a magyar emigráció törökországi irányítója lett. Kapcsolatot tartott az olasz szabadságmozgalommal is, és mikor a török hatóságok jelentős mennyiségű Olaszországban nyomtatott bankjegyet találtak nála, tizenöt év börtönre ítélték. Két év fogság után az angol követ közbenjárására kiszabadult, és ezredesi rangban belépett az olaszországi magyar légióba. Garibaldi oldalán számos ütközetben vett részt.

### Hazatérése
Az 1867-ben kihirdetett általános amnesztia után hazatért, és családjával együtt újra felvette a keresztény vallást. Hazatérése után még öt évig állt rendőri felügyelet alatt. Orvosi hivatását nem gyakorolhatta, nyugdíjaztatásáig a pénzügyminisztérium alkalmazottja volt.